# 魯奇河
60°41′59″N 52°48′19″E / 60.69972°N 52.80528°E
魯奇河（俄语：Ручь），是俄羅斯的河流，位於該國西部彼爾姆邊疆區，該河流屬於韋斯利亞納河的左支流，河道全長70公里，流域面積465平方公里。